# Alois Liškutín
Alois Liškutín, celým jménem Václav Alois Liškutín (23. září 1929 Tvarožná – 10. října 2000 Brno), byl český divadelní a filmový herec, známý například z filmů Na samotě u lesa (1976) či Postřižiny (1980).

## Život

### Rodina
Narodil se 23. září 1929, podle některých zdrojů v Brně, podle dalších v některém ze tří Otínů na Jihlavsku a Žďársku, jiné uvádějí s odkazem na manželku Tvarožnou. Své dětství a mládí prožil každopádně v zemědělské rodině v Tvarožné na Brněnsku. Rodiče Marie a Alois Liškutínovi pocházeli ze starých sedláckých rodů, Václav Alois měl dvě sestry Marii a Věru a mladšího bratra Františka, který však brzy zemřel. Aloisovým strýcem byl Miroslav Liškutín, brigádní generál a československý letec RAF. Na obecnou školu chodil ve Tvarožné a na měšťanskou školu v sousedních Pozořicích. Po druhé světové válce, v roce 1946, měl původně navázat na rodinnou tradici a začal studovat rolnicko-zemědělskou školu ve Šlapanicích, kterou po dvou letech ukončil. Při kolektivizaci JZD však rodiče o většinu majetku přišli.

### Divadelní herectví
Matka byla činná v tvaroženském ochotnickém divadle a také k němu přivedla syna. Obě sestry zpívaly v kostele na kůru a teta Věra Knosová byla členkou opery státního divadla v Brně, sám Alois měl také pěvecký talent, hrál i na klavír a kytaru. V roce 1949 byl přijat na brněnskou konzervatoř (obor dramaturgie), z které byl převeden na nově založenou Divadelní fakultu Janáčkovy akademie múzických umění (JAMU). Školu však musel coby syn kulaka z politických důvodů předčasně ukončit, když navíc odmítl vstoupit do Československého svazu mládeže. Naopak byl nucen nastoupit k pomocným technickým praporům a byl přidělen k hlubinným pracím na dole Československý pionýr OKD v Petřvaldu. Po více než dvou letech byl roku 1953 ze zdravotních důvodů propuštěn do civilu.
Po změnách ve vedení JAMU přece jen mohl v roce 1954 dokončit svá herecká studia a získal angažmá v Krajském oblastním divadle v Hradci Králové, kde byl ředitelem jeho vyučující Milan Pásek a zároveň tam v té době bydlel Aloisův strýc Josef Liškutín. Po třech divadelních sezonách, když odmítl nabídku vstoupit do komunistické strany, byl však z divadla propuštěn. V té době již byl ženatý a jeho manželka Eva čekala syna. V roce 1958 získal angažmá v Horáckém divadle v Jihlavě, kde strávil další čtyři sezony. S rodinou bydleli v Brněnské ulici. V roce 1962 se přestěhovali do Brna na Provazníkovu ulici a roku 1964 přibyla do rodiny dcera. V Brně hrál nejprve ve Večerním Brně a poté v Divadle bratří Mrštíků (pozdějším Městském divadle Brno), kde setrval až do penzionování. Také vyučoval dramaturgii na Lidové škole umění v Rousínově.

### Další působení
Vedle divadla Liškutín působil i v rozhlase, v televizi a v dabingu. Mezi známější filmy, v nichž se objevil, patřilo například Menzelovo drama Kdo hledá zlaté dno (1974) a pak i jeho komedie Na samotě u lesa (1976), v níž Liškutín vytvořil chalupáře Roberta Kosa, který si najal nejlacinějšího zedníka v celém kraji Lorence. Po Vávrově válečném Osvobození Prahy (1975) a Polákově krimi Smrt stopařek (1979) následovala opět Menzelova hrabalovsky poetická komedie Postřižiny (1980), později už spíše televizní filmy. Objevil se také v obou řadách seriálu Slovácko sa nesúdí (1975 a 1984) a naposledy v Četnických humoreskách (2001).
Po roce 1989 se angažoval také politicky ve straně lidové. Zemřel 10. října 2000 v Brně ve Fakultní nemocnici u svaté Anny, krátce po svých 71. narozeninách.